# Ray Colcord
Ray Colcord III (* 24. Dezember 1949 in Manhattan, New York City, New York; † 5. Februar 2016 in Studio City, Los Angeles, Kalifornien) war ein US-amerikanischer Film- und Fernsehkomponist sowie Musikproduzent. In seiner langjährigen Karriere schrieb er die Musik für über 60 Fernsehserien, Kinofilme und Shows.

## Leben und Karriere
Ray Colcord wurde 1949 als Sohn eines Immobilieninvestors geboren. Bereits als Jugendlicher tourte Colcord mit dem Columbus Boychoir. Er studierte an der Rice University im texanischen Houston Jura, brach das Studium aufgrund von Konflikten mit sehr konservativen Kommilitonen aber bald wieder ab. Später war er Keyboarder in der Band von Roy Head. 1970 wurde er A&R-Mitarbeiter bei Columbia Records.
Im Jahr 1971 spielte er das E-Klavier auf Don McLeans Album American Pie. Nachdem er die Band Aerosmith kennengelernt hatte, verließ er Columbia Records, um gemeinsam mit Jack Douglas das zweite Aerosmith-Album Get Your Wings zu produzieren. Danach ging er mit Lou Reed als Pianist auf Tour. Unter anderem ist er auf Reeds Live-Album Rock ’n’ Roll Animal zu hören.
1973 zog er nach Los Angeles und begann eine Tätigkeit bei United Artists Records. Ab 1976 war er Music Director der Improv-Comedy-Gruppe The Groundlings. Ab 1982 war er Music Director der Fernsehsendung An Evening at the Improv. Ab 1983 schrieb er hauptsächlich Musik für Fernsehserien, Filme und Shows.
Colcord war Mitglied der Society of Composers & Lyricists, deren President er auch für einige Jahre war. Colcord war außerdem Governor der Television Academy und Mitglied des Vorstands der Film Music Society. Er hielt Vorlesungen über Musikproduktion an der UCLA Extension.
Ray Colcord starb am 5. Februar 2016 in seinem Haus in Studio City an einem Pankreastumor, der vier Jahre zuvor diagnostiziert worden war. Er hinterließ seine Frau Madeleine Elizabeth (geborene Ennis), mit der er seit 1983 verheiratet war, den gemeinsamen Sohn und seinen Bruder.

## Filmografie (Auswahl)
- 1982: Off Your Rocker (Fernsehfilm)
- 1982: Silver Spoons (Fernsehserie)
- 1983: The Paragon of Comedy (Fernsehfilm)
- 1983: Totentanz der Hexen (The Devonsville Terror)
- 1984–1985: Double Trouble (Fernsehserie)
- 1985–1988: The Facts of Life (Fernsehserie)
- 1985: 227 (Fernsehserie)
- 1987: Sweet Surrender (Fernsehserie)
- 1987: Women in Prison (Fernsehserie)
- 1987–1988: The Charmings (Fernsehserie)
- 1988: Trial and Error (Fernsehserie)
- 1989–1990: Ein Vater zuviel (My Two Dads, Fernsehserie)
- 1989: Live-In (Fernsehserie)
- 1989: Ann Jillian (Fernsehserie)
- 1990: Der große amerikanische Sexskandal (Jury Duty: The Comedy, Fernsehfilm)
- 1990: Sleeping Car
- 1990: Singer & Sons (Fernsehserie)
- 1990: Die Simpsons (The Simpsons, Fernsehserie)
- 1991–1993: Alle meine Kinder (The Torkelsons/Almost Home, Fernsehserie)
- 1991–1994: Die Dinos (Dinosaurs, Fernsehserie)
- 1991: The Julie Show (Fernsehfilm)
- 1992: Scorch, der kleine Hausdrache (Scorch, Fernsehserie)
- 1993–2000: Das Leben und Ich (Boy Meets World, Fernsehserie)
- 1993: Harlem Hip Hop (Fernsehserie)
- 1994: 50 Years of Soaps: An All-Star Celebration (Fernsehfilm)
- 1994: Black Sheep (Fernsehserie)
- 1995–1996: Maybe This Time (Fernsehserie)
- 1996–1999: Ein Wink des Himmels (Home of the Brave/Promised Land, Fernsehserie)
- 1996: Wow! The Most Awesome Acts on Earth (Fernsehfilm)
- 1996: Real Funny (Fernsehfilm)
- 1996: Before They Were Stars (Fernsehserie)
- 1996: Television’s Comedy Classics (Fernsehfilm)
- 1996: Devil’s Food – Eine wirklich teuflische Diät (Devil’s Food, Fernsehfilm)
- 1996: Der Sieg der Zeitungsjungs (The Paper Brigade)
- 1996: Amityville – Das Böse stirbt nie (Amityville Dollhouse)
- 1996: Wenn Wünsche in Erfüllung gehen (Wish Upon a Star, Fernsehfilm)
- 1997: Tales from the Tomb: Lost Sons of the Pharaohs (Dokumentarfilm)
- 1997: Hiller and Diller (Fernsehserie)
- 1998: Style & Substance (Fernsehserie)
- 1997–1998: Bezaubernder Dschinni (You Wish, Fernsehserie)
- 1998: Der Baumflüsterer (Heartwood)
- 2000–2001: Big Brother (Fernsehserie)
- 2000: Wächter des Königs (The King’s Guard)
- 2001: Tail Sting
- 2002–2003: Family Affair (Fernsehserie)
- 2003: Lost at Home (Fernsehserie)
- 2007: Resurrection Mary
- 2010: Melissa & Joey (Fernsehserie)
- 2010: Nick Bradley Might Be an Alcoholic (Fernsehfilm)
- 2014: Bucky and the Squirrels
- 2014–2016: Das Leben und Riley (Girl Meets World, Fernsehserie)

## Auszeichnungen
- 1985: Drama-Logue Award in der Kategorie Best Music Direction[2]
- 1987: Auszeichnung bei den BMI Film & TV Awards 1987 in der Kategorie BMI TV Music Award für seine Musik zu 227
- 1991: Nominierung bei der Primetime-Emmy-Verleihung 1991 in der Kategorie Outstanding Achievement in Main Title Theme Music für seine Titelmusik zu Singer & Sons[4]
- 1999: Auszeichnung bei den ASCAP Film and Television Music Awards 1999 in der Kategorie Most Performed Theme